# San Agustín (Teruel)
San Agustín ist eine spanische Gemeinde (municipio) mit 137 Einwohnern (Stand: 2024) im Südosten der Provinz Teruel in der Autonomen Gemeinschaft Aragonien. 

## Lage
San Agustín liegt knapp 44 Kilometer (Fahrtstrecke) südöstlich der Provinzhauptstadt Teruel im Bergland der Sierra de Gúdar in einer Höhe von ca. 960 m. Der Río Mijares begrenzt die Gemeinde im Norden.

## Bevölkerungsentwicklung
| Jahr      | 1960 | 1970 | 1981 | 1991 | 2006 | 2011 | 2021 |
| Einwohner | 843  | 502  | 233  | 184  | 127  | 175  | 137  |

## Wirtschaft
Landwirtschaft und Tourismus sind die Haupteinnahmequellen des Ortes. 

## Sehenswürdigkeiten

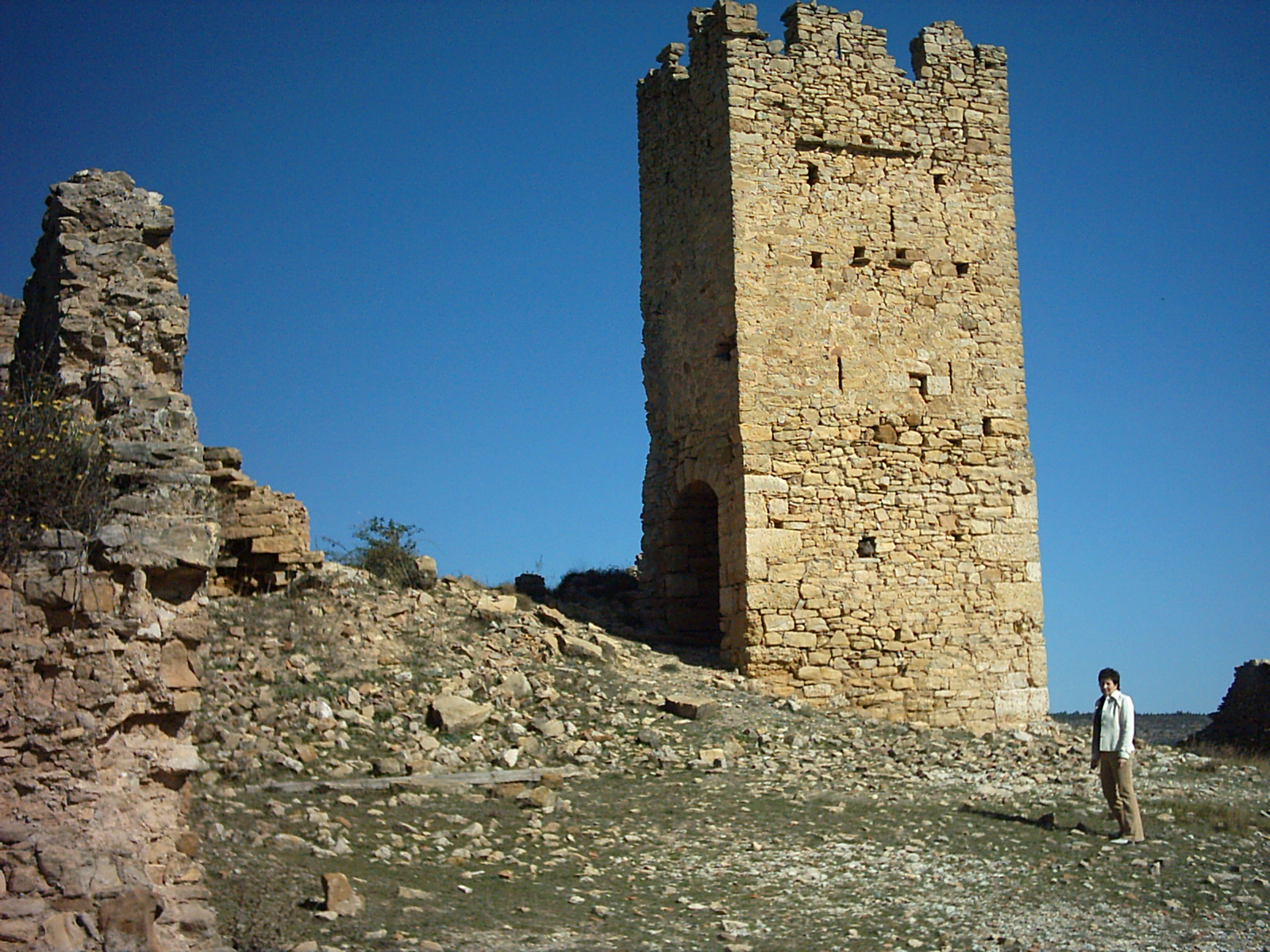
Burgruine Las Pradas
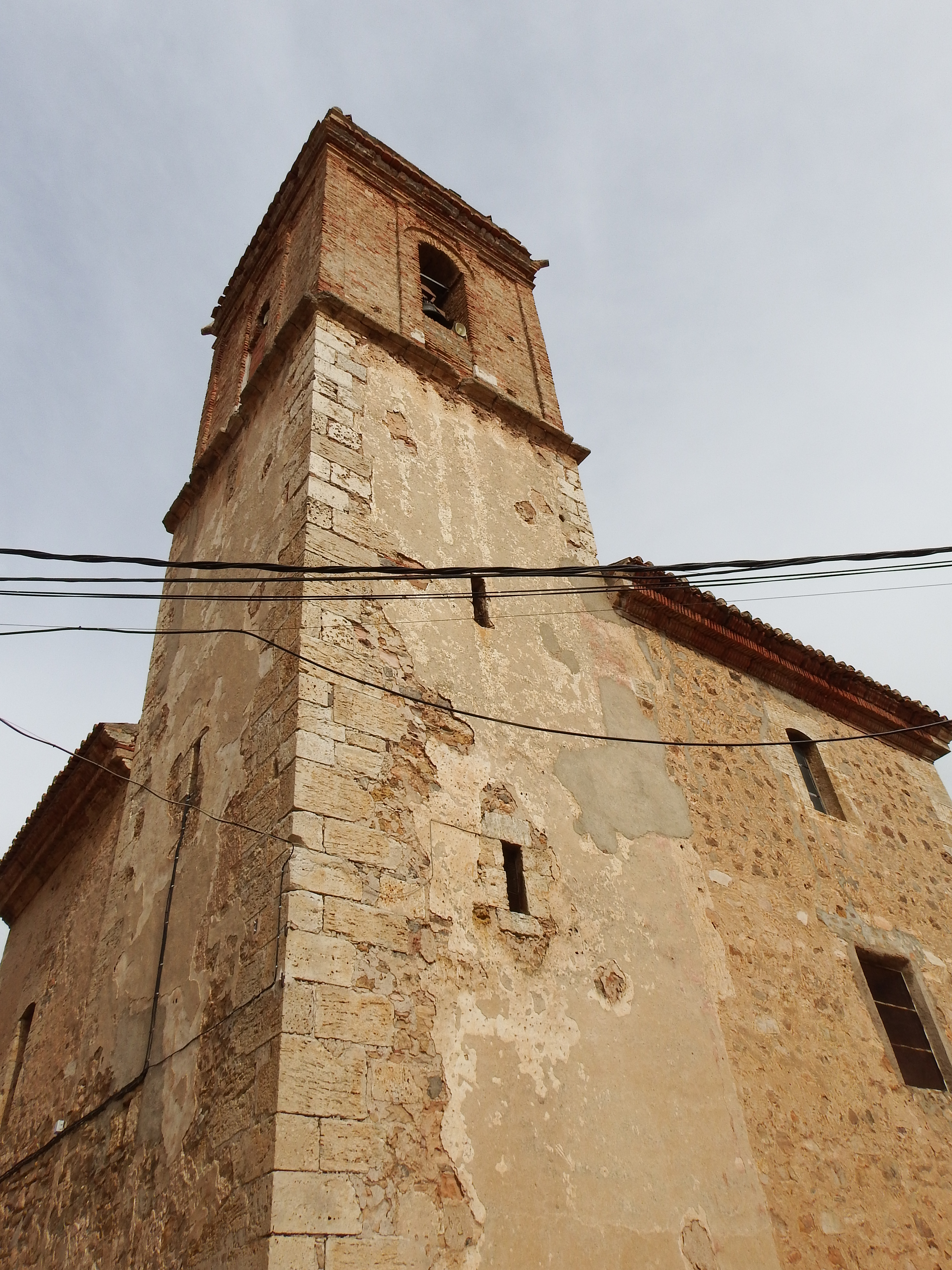
Augustinuskirche
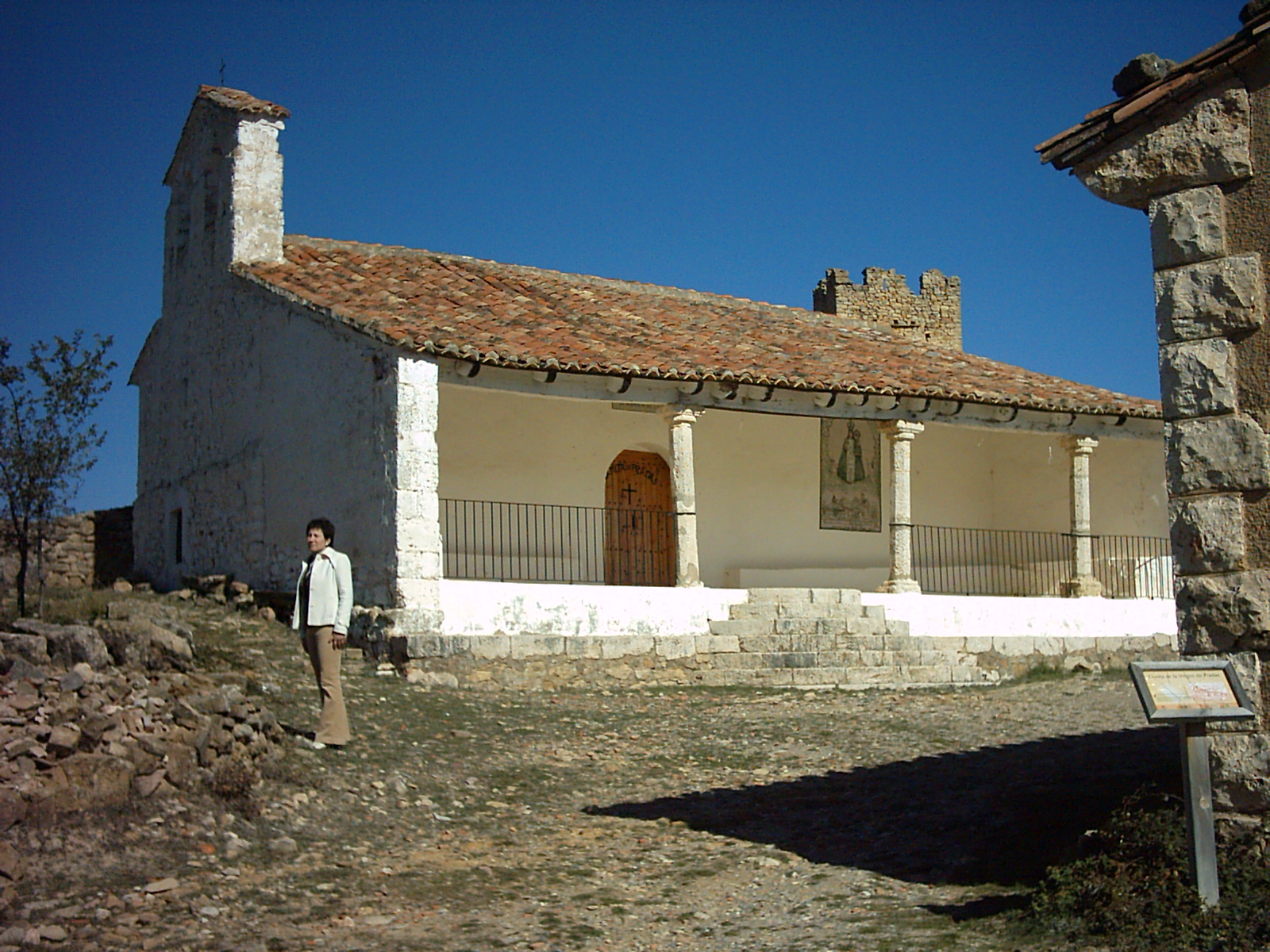
Marienkapelle
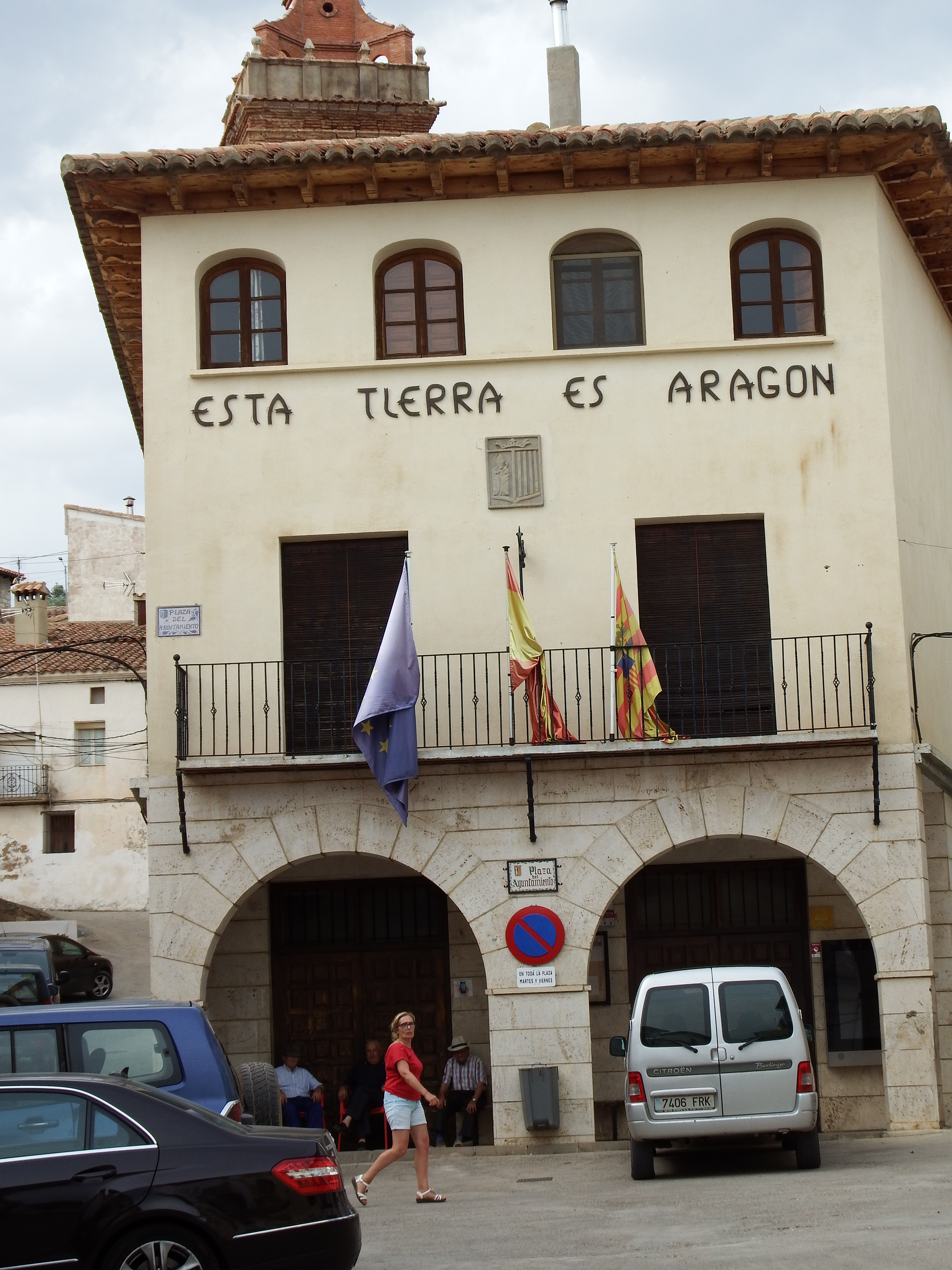
Rathaus

- Burgruine Las Pradas
- Augustinuskirche
- Marienkapelle
- Rathaus